# Мухина, Зинаида Григорьевна
Зинаида Григорьевна Мухина (28 сентября 1925 — 16 апреля 2013) — передовик советского машиностроения, токарь-наладчик Пермского машиностроительного завода имени Ф. Э. Дзержинского Министерства машиностроения СССР, Герой Социалистического Труда (1971).

## Биография
Родилась в 1925 году в Уральской области в русской семье.
С 1941 года начала свою трудовую деятельность. Стала работать на заводе № 10 Наркомата боеприпасов СССР в городе Молотове. В годы войны завод занимался производством взрывателей для снарядов, мин и авиабомб. Работала на участке прессовки во фронтовой бригаде. Отмечалась грамотами и благодарностями.
После войны завод был переименован в Пермский машиностроительный завод имени Ф. Э. Дзержинского Министерства машиностроения СССР. Работала токарем-наладчиком. В восьмую пятилетку сумела выполнить семь годовых норм. Являлась наставницей для будущих мастеров завода.
Указом Президиума Верховного Совета СССР от 26 апреля 1971 года за особые заслуги и высокие производственные достижения в машиностроение Зинаиде Григорьевне Мухиной было присвоено звание Героя Социалистического Труда с вручением ордена Ленина и медали «Серп и Молот».
Была делегатом XXII съезда Партии (1961). Являлась депутатом Пермского городского Совета депутатов, членом бюро Дзержинского райкома КПСС города Перми.
В последующие годы вышла на заслуженны отдых.
Проживала в Перми. Умерла 16 апреля 2013 года, похоронена на городском Северном кладбище.

## Награды
За трудовые успехи была удостоена:
- золотая звезда «Серп и Молот» (26.04.1971)
- орден Ленина (26.04.1971)
- Медаль «За доблестный труд в Великой Отечественной войне 1941—1945 гг.»
- другие медали
- Почётный гражданин города Перми